# Liste der Gedenktafeln in Berlin-Adlershof
Die Liste der Gedenktafeln in Berlin-Adlershof enthält die Namen, Standorte und, soweit bekannt, das Datum der Enthüllung von Gedenktafeln.
Die Liste ist nicht vollständig.

## Adlershof
| Bild | Name                                    | Standort                      | Datum der Enthüllung |
| ---- | --------------------------------------- | ----------------------------- | -------------------- |
|      | Dieter Berger                           | Hermann-Dorner-Allee          |                      |
|      | Michael Brückner                        | Friedlander Straße 156        |                      |
|      | Georgi Dimitroff                        | Anna-Seghers-Straße 91        |                      |
|      | Boris Djacenko                          | Friedlander Straße 156        |                      |
|      | Friedhof Adlershof                      | Friedlander Straße 156        |                      |
|      | Wolfgang Heinz                          | Friedlander Straße 156        |                      |
|      | Isothermische Kugellabore               | Am Studio 1                   |                      |
|      | Kapp-Putsch                             | Friedlander Straße 156        |                      |
|      | Michael Kollender                       | Hermann-Dorner-Allee          |                      |
|      | Heinrich Kriegsmann                     | Richard-Willstätter-Straße 11 |                      |
|      | Landeskalibrierstrecke Berlin-Adlershof | Ernst-Ruska-Ufer              |                      |
|      | NS-Opfer                                | Platz der Befreiung           |                      |
|      | Ernst Ruska                             | Ernst-Ruska-Ufer              |                      |
|      | Max Sahmland                            | Hermann-Dorner-Allee          |                      |
|      | Anna Seghers                            | Anna-Seghers-Straße 81        |                      |
|      | Erich Steinfurth                        | Friedlander Straße 139        |                      |
|      | Erich Janitzky und Johannes Stelling    | Stelling-Janitzky-Brücke      |                      |
|      | Erich Janitzky und Johannes Stelling    | Stelling-Janitzky-Brücke      |                      |
|      | Tor aus glasierten Ziegelsteinen        | Richard-Willstätter-Straße 11 |                      |
|      | Rudolf Wagner-Régeny                    | Adlergestell 253              |                      |
|      | Warschauer Aufstand                     | Groß-Berliner Damm 154        | 9. Juli 2024         |
|      | Berta Waterstradt                       | Altheider Straße 21           |                      |
|      | Liselotte Welskopf-Henrich              | Friedlander Straße 156        |                      |
|      | Weltliche Schule                        | Radickestraße 43              |                      |
|      | Widerstandskämpfer                      | Dörpfeldstraße 35             |                      |
|      | Widerstandskämpfer                      | Friedlander Straße 156        |                      |
|      | Zwangsarbeitslager am Adlergestell      | Neltestraße 1                 | 23. April 2021       |